# Brian Wilson
(George Martin, produttore dei Beatles)
Brian Douglas Wilson (Inglewood, 20 giugno 1942 – Los Angeles, 11 giugno 2025) è stato un cantautore, musicista, compositore, arrangiatore e produttore discografico statunitense.
Fondatore e principale autore dei Beach Boys, il lavoro di Wilson ha profondamente influenzato il corso della musica pop e rock nel corso del XX secolo.
Era considerato da molti critici musicali uno dei più grandi geni della storia della musica pop.

## Biografia

### Infanzia ed educazione

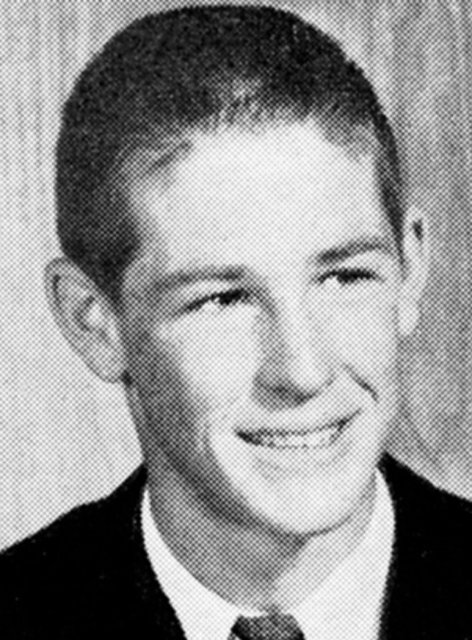
Wilson in una foto del liceo, 1960

Wilson nacque il 20 giugno 1942 al Centinela Hospital di Inglewood, California. Suo padre Murry Wilson, nel rammentare il non comune talento del piccolo Brian per la musica, testimoniò che il bambino, già all'età di un anno, fu in grado di ripetere perfettamente la melodia della canzone When the Caissons Go Rolling Along dopo che egli ne aveva accennato pochi versi.
All'età di circa due anni, Brian sentì la Rapsodia in blu di George Gershwin, che ebbe un enorme impatto emotivo su di lui. Pochi anni dopo, gli fu diagnosticato un sensibile calo dell'udito all'orecchio destro. L'esatta causa di questa menomazione non fu chiarita, sebbene siano state formulate diverse teorie in proposito, per esempio che Brian fosse semplicemente nato parzialmente sordo da un orecchio, oppure che avesse ricevuto un forte colpo sulla testa dal padre o da un bullo per strada.
Durante gli anni del college alla Hawthorne High School, Brian militava nella squadra di football della scuola come quarterback, giocava a baseball e partecipava alle gare di atletica con profitto. Comunque, la maggior parte delle sue energie erano dirette verso la musica. Cantava con gli altri studenti alle varie funzioni religiose scolastiche e con la famiglia a casa o insieme agli amici. Suonava anche ossessivamente il pianoforte dopo la scuola, destrutturando le armonie dei The Four Freshmen, ascoltando brevi frammenti delle loro canzoni da un grammofono, e poi lavorandoci sopra per ricreare nota per nota sulla tastiera i suoni ascoltati.
I primi esperimenti sonori di Brian furono incisi su nastro con un registratore Wollensak ricevuto in dono per il suo sedicesimo compleanno. Una versione di Happy Birthday cantata dai Four Freshmen, circa nel 1960, è uno dei primi esempi su nastro del suo talento per le sovraincisioni e le armonizzazioni.

### Primi passi nel mondo della musica

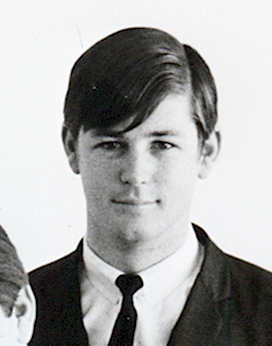
Wilson nel 1962

I nastri superstiti delle prime registrazioni casalinghe di Wilson documentano i suoi primi tentativi come musicista, inclusa una canzone che sarebbe successivamente stata registrata in studio dai Beach Boys, Sloop John B, come anche Bermuda Shorts e un brano intitolato Good News. Coinvolgendo nella sua passione musicale anche il suo recalcitrante fratello più piccolo Carl Wilson e il cugino Mike Love, Brian formò il gruppo "Carl and the Passions" che cominciò a esibirsi per la scuola.
Nel settembre del 1960, Brian si trasferì al Community College El Camino a Los Angeles, per specializzarsi in psicologia. Anche qui continuò i suoi studi musicali come al college. Nel 1961 scrisse la sua prima melodia, Surfer Girl, basata su una versione di Dion & The Belmonts del brano When You Wish Upon a Star. Brian raccontò di aver composto la canzone mentre era in auto e di averla poi rifinita una volta arrivato a casa. Nonostante ne fosse stata registrata una versione primitiva nel febbraio 1962 ai World-Pacific Studios, la canzone non venne più ripresa e pubblicata fino al 1963, quando divenne un successo da top ten.

### I Pendeltones
Nell'estate 1961 Brian, i suoi fratelli Carl e Dennis insieme a Mike Love e Al Jardine formarono un gruppo che battezzarono Pendletones, dal nome di un marchio di abbigliamento sportivo. Spronati da Dennis a scrivere una canzone sullo sport acquatico locale, Brian e Mike Love crearono quello che sarebbe stato il primo singolo della band, Surfin'. Registrato da Hite e Dorinda Morgan e pubblicato dalla piccola etichetta Candix, il brano divenne un successo locale a Los Angeles e raggiunse la posizione numero 75 nella classifica nazionale di Billboard. Ben presto però, i Pendeltones non esistettero più. Senza chiedere il permesso della band, la Candix Records aveva infatti cambiato il loro nome in Beach Boys.

### Primi concerti e la ricerca di una casa discografica
Dopo un'esibizione di Ike & Tina Turner, i Beach Boys debuttarono nel loro primo grande show dal vivo al Ritchie Valens Memorial Dance, nel capodanno del 1961. Sul palco Brian prese posto come bassista del gruppo: tre giorni prima aveva ricevuto in regalo da suo padre un basso elettrico e un amplificatore e aveva subito imparato a suonarlo. Al Jardine, precedente bassista, si spostò a suonare la chitarra ritmica.

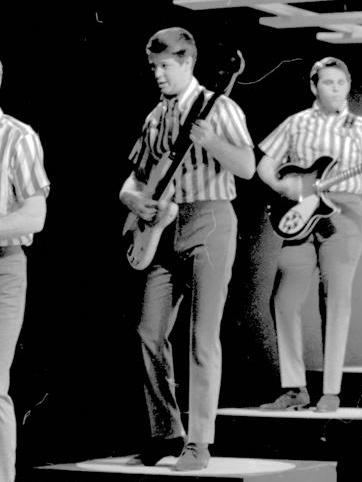
I Beach Boys nel 1964

Cercando un seguito per il loro singolo di debutto, Brian e Mike scrissero Surfin' Safari, e vennero fatti svariati tentativi di registrare il brano agli studi World Pacific, l'8 febbraio 1962, insieme con altre diverse canzoni, inclusa una versione embrionale di Surfer Girl. Solo pochi giorni dopo, scoraggiato dalle scarse possibilità finanziarie della band, e contrario all'aggiungere delle canzoni di Chubby Checker alla scaletta dei brani eseguiti durante i concerti dai Beach Boys, Al Jardine lasciò il gruppo.
Data la minore età dei ragazzi, Murry Wilson, padre di Brian, Dennis e Carl, si era imposto come manager dei Beach Boys, e quando la Candix Records incappò in problemi finanziari e vendette le registrazioni del gruppo ad un'altra etichetta, Murry rescisse il contratto. Brian, preoccupato circa il futuro dei Beach Boys, chiese al padre di aiutare la band trovandole in fretta una nuova casa discografica.

«Mio padre era uno stronzo, ci trattava di merda e ci dava punizioni sadiche. Ma bastava suonargli qualcosa e diventava un pezzo di pane.»
(Brian Wilson)

Mentre Surfin' usciva dalle classifiche di vendita, Brian, che aveva iniziato a comporre insieme a Gary Usher, scrisse diverse nuove canzoni. Reclutando il tredicenne David Marks, amico e vicino di casa di Carl e Dennis, che suonava la chitarra elettrica da anni, Brian e i rinnovati Beach Boys incisero nuovi brani il 19 aprile agli studi Western Recorders, compresi Surfin' Safari e 409. Queste canzoni convinsero la Capitol Records a pubblicare i brani come singolo dal doppio lato A; che divenne rapidamente un successo su scala nazionale.

### I Beach Boys e i primi successi con la Capitol Records (1962-64)
Dopo aver firmato con la Capitol Records a metà 1962, Brian Wilson scrisse o co-scrisse (spesso con Mike Love) una serie di hit singles come la già citata Surfin' Safari, Surfin' USA, Shut Down, Little Deuce Coupe, Be True to Your School, In My Room, Fun, Fun, Fun, I Get Around, Dance, Dance, Dance, Help Me, Rhonda e California Girls. Queste canzoni, e gli album che le contenevano, divennero successi internazionali, facendo dei Beach Boys uno dei più importanti gruppi musicali del mondo.

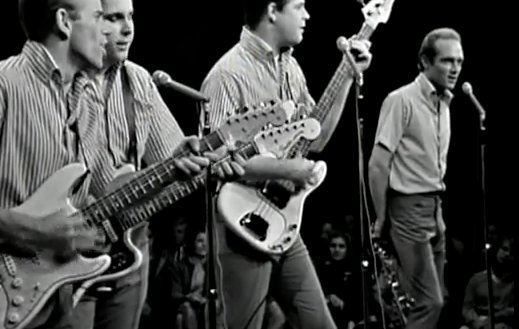
I Beach Boys durante uno dei loro primi concerti.

Le sedute di registrazione per il primo album della band si tennero negli studi della Capitol nell'agosto 1962, ma presto Brian decise di scegliere un'altra sala per registrare le composizioni del gruppo. Gli studi Capitol erano stati progettati per registrare le grandi orchestre e i gruppi vocali anni cinquanta, non i piccoli gruppi rock.
In cambio di una percentuale più alta dei diritti d'autore sulle vendite dei dischi, Brian ottenne dalla Capitol il diritto di scegliere e pagarsi di tasca propria gli studi di registrazione che riteneva più adatti. In più, nonostante fosse molto raro all'epoca per un gruppo di rock 'n' roll poter dire la parola definitiva sulla realizzazione delle proprie composizioni, Brian fu autorizzato a produrre autonomamente le sessioni di registrazione degli album, anche se le sue qualità di produttore vennero accreditate nelle note di copertina solo a partire dal 1963 con Surfer Girl, terzo LP dei Beach Boys.
Il gennaio del 1963 vide la registrazione del primo singolo da top ten (al numero 3 negli Stati Uniti) dei Beach Boys, Surfin' USA. Fu durante queste sessioni di registrazione per il singolo che Brian prese la decisione di raddoppiare le tracce vocali del gruppo, ottenendo così un suono più profondo e risonante.
Il brano, che prende in prestito un riff d'apertura di chitarra di Chuck Berry, è largamente riconosciuto come emblematico della cultura rock americana dei primi anni sessanta. Anche l'album Surfin' USA fu un notevole successo negli Stati Uniti e raggiunse la posizione numero 2 delle classifiche di vendita nel luglio 1963. Brian e il suo gruppo ce l'avevano finalmente fatta.

### Inizi come autore/produttore
Come detto in precedenza, Brian fu accreditato in veste di produttore sull'album Surfer Girl, registrato tra giugno e luglio 1963 e pubblicato in settembre. Il disco raggiunse la posizione numero 7 in classifica e i singoli estratti dall'album, la ballata In My Room, Catch a Wave, e Little Deuce Coupe, furono altrettanti successi da top 15.

Brian iniziò anche a collaborare con altri artisti in questo periodo. Il 20 luglio 1963, Surf City, scritta insieme al duo Jan and Dean, fu la prima canzone di “surf rock” a raggiungere la cima delle classifiche dei singoli. Mentre Brian era eccitato e felice, suo padre (e ancora manager) Murry e la Capitol Records erano molto meno entusiasti. Quindi, considerando il lavoro fatto da Brian come un aiuto gratuito a quella che considerava una band rivale, Murry arrivò a proibire al figlio maggiore ogni ulteriore collaborazione con Jan e Dean.

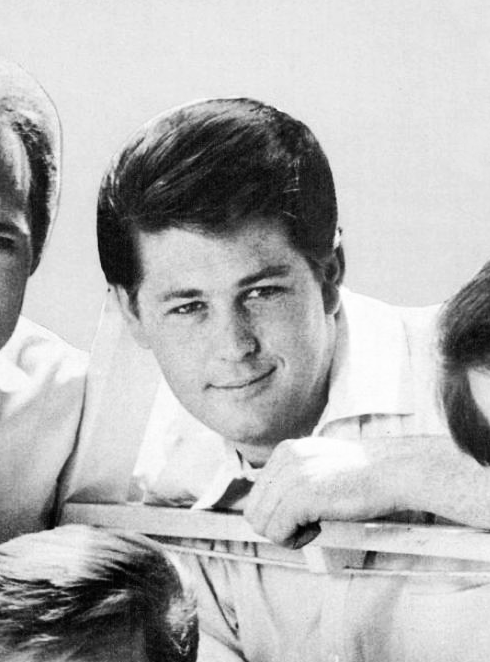
Wilson nel 1965

Gli altri lavori di Brian del periodo, al di fuori dei Beach Boys, comprendono la produzione di brani dei The Honeys, di Sharon Marie, dei The Timers, e dei The Survivors

### Crescita artistica
Brian divenne famoso per il suo uso unico delle armonie vocali, il suo personale stile di scrittura dei testi e l'incessante perfezionismo da studio. Le sue influenze primarie non includevano solo i precedentemente citati Four Freshmen e Chuck Berry, ma anche il produttore Phil Spector, la quale figura ossessionerà Brian per anni. Successivamente considerò i Beatles come suoi principali rivali artistici, e i Beatles stessi citeranno il lavoro di Brian tra le influenze primarie della loro musica.

Brian Wilson nella metà degli anni sessanta

Nel 1965, in seguito alla sua paura di esibirsi sul palcoscenico in tour e per concentrarsi maggiormente sulla composizione e la registrazione in studio dei brani, Brian Wilson smise di esibirsi in pubblico con i Beach Boys; Glen Campbell fu chiamato come suo temporaneo rimpiazzo. In seguito, Wilson stesso scelse Bruce Johnston come suo sostituto ufficiale, e che rimane a tutt'oggi nei Beach Boys.

### Pet SoundseGood Vibrations(1965-66)

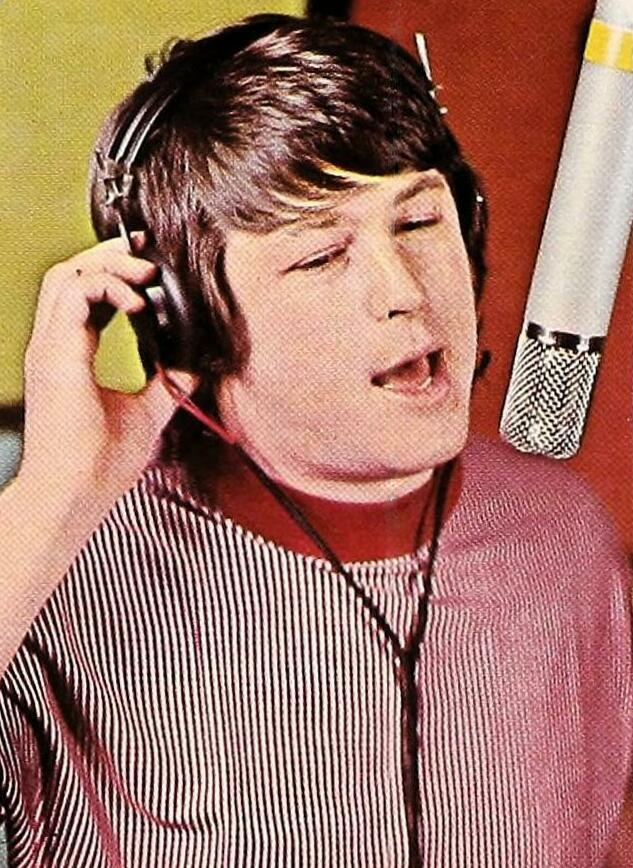
Brian Wilson durante le sessioni di Pet Sounds (1966)

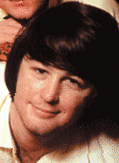
Brian Wilson nel 1966

A fine 1965, Wilson iniziò a lavorare al materiale per un nuovo disco grazie all'ispirazione ricavata dall'ascolto dell'album Rubber Soul dei Beatles. Unì le sue forze al paroliere Tony Asher e fece partire la lavorazione del progetto Pet Sounds. Spesso il disco è stato visto come un lavoro da solista di Brian Wilson, più che un disco dei Beach Boys vero e proprio. Egli fece anche uscire la canzone Caroline, No come singolo sotto suo nome. Wilson si riunì ai Beach Boys quando finirono il tour, solo per aggiungere le sovraincisioni vocali ai brani del disco. Alla band, in particolare a Mike Love, la musica contenuta nel nuovo disco non piaceva un granché, e tutti erano scettici sulla direzione musicale che sembrava aver intrapreso Wilson. Ma a quei tempi, Brian manteneva ancora saldamente le redini del gruppo, e gli altri acconsentirono alla pubblicazione dell‘album. I Beach Boys pubblicarono Pet Sounds nel luglio del 1966, che vendette solo modestamente all‘epoca, ma che con il passare degli anni ha acquisito dai critici lo status di “capolavoro” e viene spesso citato nelle liste dei più grandi album della storia della musica pop rock. 

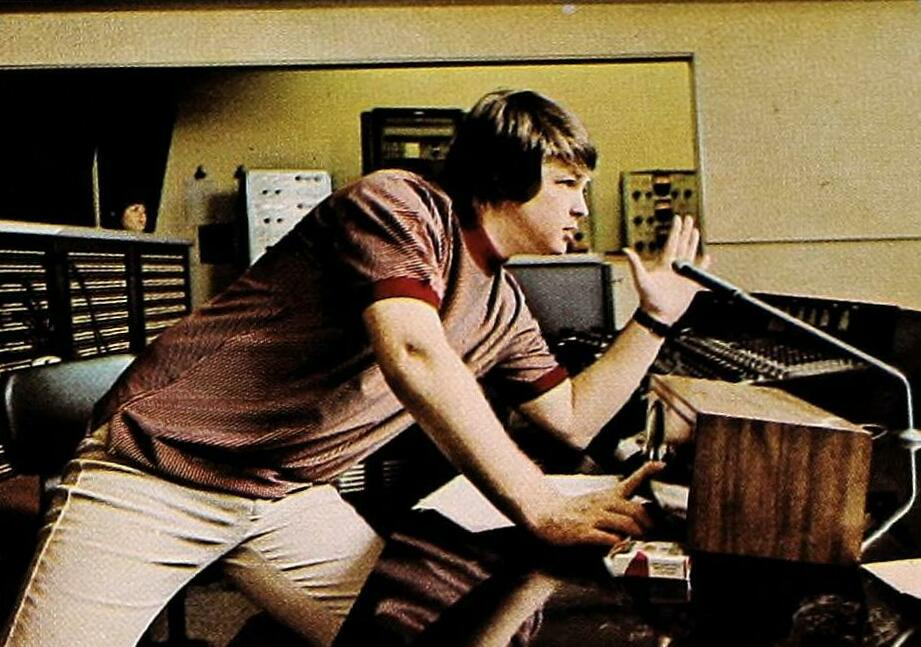
Wilson nello studio di registrazione durante le sessioni dell'album Pet Sounds

Durante le sedute di Pet Sounds, Wilson lavorò anche ad un'altra composizione, che fu lasciata fuori dal disco solo perché non era ancora finita. La canzone, Good Vibrations, innalzò il livello dello standard delle composizioni musicali pop dell'epoca e, fece vedere al mondo musicale quello che si poteva ottenere in uno studio di registrazione. Registrata in numerose sessioni e in diversi studi, il brano arriverà a costare circa 50.000 dollari lungo l'arco di sei mesi di registrazione. Good Vibrations fu un successo maggiore di quanto ci si potesse aspettare. Venne pubblicato come singolo nell'ottobre 1966, dando ai Beach Boys il loro terzo numero 1 in classifica negli USA, dopo I Get Around e Help Me, Rhonda, e vendette più di un milione di copie.

### Smile, tensioni interne, e la Brother Records (1966-67)
Con il sorprendente successo di Good Vibrations, la Capitol Records non aveva altra scelta che assecondare Wilson nel suo prossimo progetto, originariamente chiamato Dumb Angel ma presto reintitolato Smile, che egli descriveva come "una sinfonia adolescenziale diretta a Dio". L'approccio al disco fu simile a Good Vibrations nello stile di registrazione che, ai tempi, veniva chiamato "musica modulare". Durante queste sessioni, Wilson lavorò con il paroliere Van Dyke Parks. Insieme scrissero: Heroes and Villains, Surf's Up, Wonderful, Cabin Essence, Vegetables e The Elements: Fire. Durante lo spazio di tempo intercorso tra il dicembre 1966 e il maggio 1967, la registrazione di Smile ebbe un brusco stop, dovuto ai conflitti interni ai membri del gruppo e ai crescenti problemi personali di Brian. Originariamente fissata per il gennaio 1967, la data di pubblicazione del disco fu procrastinata fino alla cancellazione. Persino Heroes and Villains e Vegetables, che erano state programmate come singolo in uscita, non furono pubblicate. Un'altra fonte di problemi venne dalla causa intentata dal gruppo alla Capitol Records per mancato pagamento di royalties, che portò alla creazione della loro propria etichetta, la Brother Records. Tutte queste tensioni si accumularono proprio mentre Wilson stava cercando di portare a termine l'album e i Beatles, con i quali Wilson si sentiva in competizione diretta, stavano ultimando il loro capolavoro Sgt. Pepper's Lonely Hearts Club Band. Quando il progetto Smile fu definitivamente cancellato nel maggio 1967, i Beach Boys si trasferirono nella villa di Brian Wilson, dove era stato allestito uno studio di registrazione. Il frettolosamente assemblato Smiley Smile fu registrato qui, insieme ad altri album successivi. Questo periodo sancì la fine della leadership di Brian sul gruppo e la fine dei Beach Boys come forza creativa.

### Depressione
Psicologicamente distrutto dalla cancellazione di Smile ed occupato dalla nascita della primogenita, Carnie, nel 1968, Wilson iniziò a svolgere un ruolo creativo minore all'interno della band. Fino al 1970 rimarrà comunque il principale autore delle canzoni del gruppo, ma sempre maggiori responsabilità nella produzione passarono nelle mani del fratello più giovane Carl. L'impronta di Carl Wilson sugli album Smiley Smile, Wild Honey e Friends è nettamente percettibile e, seppure questi lavori non siano privi di meriti, riscossero pochi consensi tra pubblico e critica. Infine, Brian Wilson smise del tutto di scrivere canzoni e fu visto spesso in compagnia dell'autore Tandyn Almer e del cantante dei Three Dog Night Danny Hutton. Fu durante questo periodo che Wilson fu iniziato all'uso di cocaina. Il disco del 1969 20/20 fu registrato per lo più senza la sua partecipazione, anche se la composizione di Wilson e Love, Do It Again, divenne un buon successo, raggiungendo la vetta delle classifiche in Gran Bretagna.
Wilson passò la maggior parte dei seguenti tre anni nella sua camera da letto, dormendo, prendendo droghe e ingozzandosi di cibo. Molti dei suoi "nuovi" contributi ai dischi dei Beach Boys erano rimasugli di Smile (es. Cabinessence, Surf's Up), o brani che riflettevano il suo stato di depressione e il graduale distacco dal mondo reale ('Til I Die, sull'LP Surf's Up, e i brani presenti sull'EP Mount Vernon and Fairway (A Fairy Tale) del 1973).
Innumerevoli sono gli aneddoti sulle stravaganze di Brian in questo periodo: si racconta che scoppiasse a piangere senza motivo davanti alla TV guardando il telefilm sul delfino "Flipper", che si cibasse esclusivamente di cocktail di gamberi e bistecche al sangue e che avesse fatto riempire di sabbia una stanza della sua villa, perché così, componendo al pianoforte, avrebbe potuto affondarci i piedi dentro per trarne ispirazione.

#### Bedroom Tapes

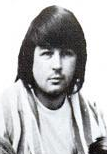
Wilson nel 1971

Tra la fine degli anni sessanta e l'inizio dei settanta, Wilson accumulò una miriade di nastri demo casalinghi che in seguito sarebbero divenuti colloquialmente noti con il nome di "Bedroom Tapes" ("nastri della camera da letto"). Molte di queste registrazioni sono rimaste inedite. Parte di questo materiale è stato descritto "schizofrenia su nastro" e composto da "canzoni fortemente personali di gentile umanesimo e strana sperimentazione, che riflettono il suo fragile stato emotivo di allora". L'archivista dei Beach Boys Alan Boyd disse: «Molta della musica che Brian stava creando in quel periodo era piena di esercizi sincopati e contrappunti swinganti. Ci sono degli esempi in alcune sue composizioni precedenti come California Girls, Wouldn't It Be Nice e tutto Smile, ma questa attitudine musicale raggiungerà livelli maniacali nei primi anni settanta». La figlia di Wilson, Wendy, ricorda: «Se alcune persone si vanno a fare una corsa all'aperto per scaricare lo stress, mio padre si sedeva al pianoforte a scrivere una canzone di cinque minuti». L'altra figlia Carnie aggiunse: «Mi ricordo che girava da stanza a stanza... pensando a qualcosa. Avrei sempre voluto sapere a cosa stesse pensando, ma non si poteva entrare nella sua testa».

#### Periodo da recluso in casa
(Brian Wilson, 2004, riferendosi al suo periodo da recluso in casa nella metà degli anni settanta)
Wilson trascorse gran parte dei due anni seguenti alla morte di suo padre (giugno 1973) chiuso in camera da letto in stato di semi-reclusione, dormendo, mangiando cibo spazzatura, bevendo alcolici, prendendo droghe (inclusa l'eroina), e mostrando segni di un comportamento autodistruttivo. Una volta tentò di buttarsi da una scogliera con la sua auto e, in un'altra occasione, chiese di essere sepolto in una tomba che aveva scavato nel suo cortile. Durante questo periodo, la sua voce si deteriorò significativamente come risultato del suo massiccio consumo di cocaina e sigarette. A posteriori, Wilson avrebbe dichiarato di essersi preoccupato nella metà degli anni settanta quando "prendeva droghe e usciva con Danny Hutton" (la cui casa divenne il fulcro della vita sociale di Wilson). John Sebastian spesso si presentava a casa di Wilson a Bel Air per qualche "jam session" estemporanea e successivamente ricordò che "non era poi tutto così cupo". Anche se di giorno restava chiuso in casa, Wilson passava le serate a casa di Hutton fraternizzando con alcuni colleghi, come Alice Cooper, Iggy Pop, Harry Nilsson, John Lennon, Ringo Starr e Keith Moon. Micky Dolenz si ricorda di aver preso l'LSD insieme a Wilson, Lennon, e Nilsson, mentre Brian "suonava sempre la stessa nota al pianoforte ancora e ancora". In varie occasioni, Marilyn Wilson mandò amici di famiglia a recuperare il marito a casa di Hutton.
In seguito, Wilson venne fotografato alla festa per il 28º compleanno di Moon (tenutasi il 28 agosto al Beverly Wilshire Hotel) con indosso solo l'accappatoio. Nel 1974, Wilson interruppe un'esibizione del musicista jazz Larry Coryell al The Troubadour salendo sul palco per cantare Be-Bop-A-Lula, ancora vestito di soli slip e accappatoio.
Durante l'estate del 1974, la raccolta di successi dei Beach Boys Endless Summer pubblicata dalla Capitol Records raggiunse il primo posto della classifica statunitense di Billboard, ribadendo l'importanza dei Beach Boys nell'immaginazione popolare. Tuttavia, delle sedute di registrazione svoltesi in autunno per un possibile nuovo album sotto la supervisione di Wilson e James William Guercio presso il Caribou Ranch e lo studio di registrazione della band a Santa Monica, produssero solo una manciata di basi strumentali. Alla fine, Wilson rivolse le proprie attenzioni alla produzione di Child of Winter, un singolo natalizio composto insieme a Stephen Kalinich, che però fallì l'entrata in classifica.
Ancora sotto contratto con la Warner Brothers Records, all'inizio del 1975 Wilson firmò un accordo di produzione con la Equinox Records di Bruce Johnston e Terry Melcher. Insieme, diedero vita all'estemporaneo supergruppo denominato "California Music", che coinvolse anche Gary Usher, Curt Boettcher, e altri musicisti di Los Angeles. Questo contratto fu reso nullo dal management dei Beach Boys, che lo riteneva solo un espediente messo in atto da Wilson per alleviare il peso delle sue crescenti spese per la droga, e fu richiesto che Wilson concentrasse i suoi sforzi sui Beach Boys, anche se a questo punto, egli desiderava solamente fuggire dal gruppo.

#### L'incontro con il Dr. Landy

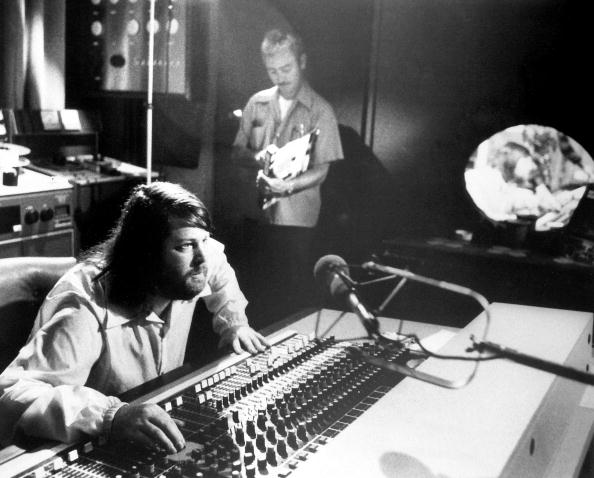
Wilson in studio di registrazione negli anni settanta.

Nel 1975, la moglie di Brian, insieme alla famiglia, decise di chiamare il controverso psicoterapeuta Eugene Landy per cercare di aiutare Brian, e conseguentemente risollevare le sorti dei Beach Boys. Brian non rimase sotto le cure di Landy per molto, ma durante questo breve periodo il dottore lo aiutò ad entrare in uno stato mentale più socievole e produttivo.
Il nuovo album 15 Big Ones, costituito da vecchi classici e da qualche nuova canzone, fu pubblicato nel 1975 riscuotendo un buon successo di vendite e Brian iniziò ad apparire regolarmente dal vivo sul palco insieme alla band. Nel 1977 fu pubblicato l'album di culto Love You, costituito interamente da nuovo materiale scritto e suonato da Brian stesso. Wilson ha sempre descritto il disco come il suo album preferito dei Beach Boys, anche se è evidente nel disco il suo calo di forma vocale, dovuto agli eccessi di tabacco e droghe degli anni precedenti.

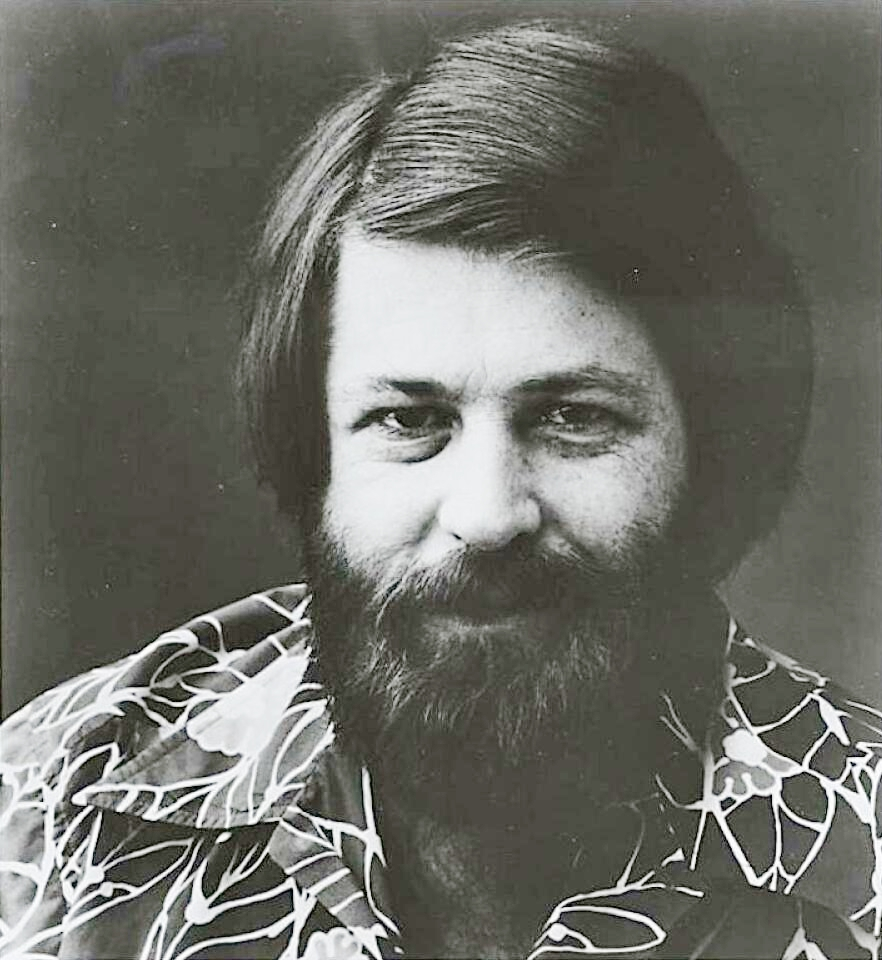
Wilson nel 1979

Intorno circa al 1982, Wilson era regredito alle vecchie abitudini: prendeva grosse quantità di cocaina ed era fortemente in sovrappeso. Eugene Landy venne chiamato di nuovo al suo capezzale e preparò un programma di cure più radicali per cercare di rimettere in sesto la salute del musicista. Questo lo portò ad essere licenziato dai Beach Boys, ad essere confinato alle Hawaii lontano dalla sua famiglia e infine ad essere sottoposto ad una dieta drastica e rigorosa. La terapia d'urto diede buoni frutti e Wilson ristabilì un livello decente di salute psicofisica. Era sicuramente più in salute e socievole di prima, ma anche sempre più psicologicamente dipendente dal Dr. Landy. La rinascita di Brian continuò con il suo ricongiungimento al gruppo (si riunì alla band sul palco durante il Live Aid nel 1985) e con la registrazione di un nuovo disco con i Beach Boys.

### Carriera solista (1988-2004)

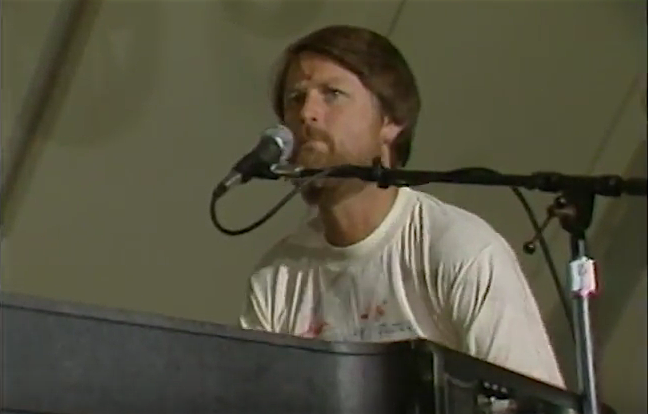
Wilson, visibilmente dimagrito, sul palco nel 1983, poco tempo dopo essere tornato ad essere un paziente del dottor Eugene Landy

Dopo un lungo periodo di dipendenza dalle droghe, disturbi mentali, e generale isolamento, Wilson si lanciò nella carriera solista nel 1988 con alterne fortune. Firmò un contratto di esclusiva con la Sire Records, l'etichetta discografica di Seymour Stein. Nonostante il promettente singolo Love and Mercy, il suo primo album solista, intitolato semplicemente Brian Wilson, si rivelò un parziale insuccesso. Ironicamente, nello stesso periodo i Beach Boys (senza Brian) avevano pubblicato il loro nuovo album riscuotendo un clamoroso successo commerciale grazie al singolo Kokomo che arrivò al primo posto in classifica negli Stati Uniti.

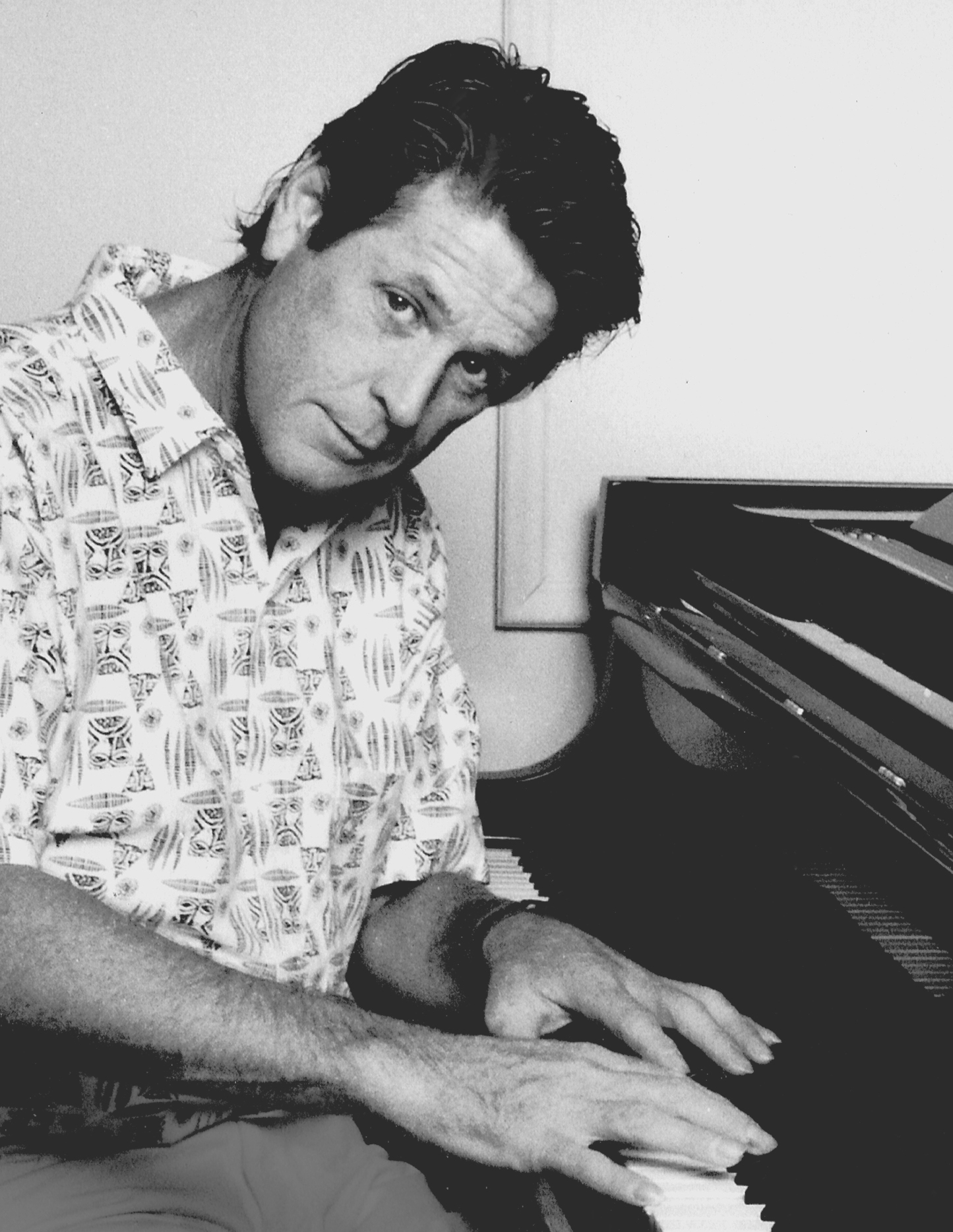
Brian Wilson nel 1990

Successivamente Wilson pubblicò il suo libro di memorie, Wouldn't It Be Nice - My Own Story, nel quale raccontava per la prima volta la sua turbolenta relazione con il padre Murry e il suo periodo buio dovuto ai disturbi mentali. L'autobiografia suscitò un vespaio di polemiche, poiché venne accusata di essere stata scritta sotto l'influenza del Dr. Landy. In effetti, il libro parla di Landy in termini che si potrebbero definire “messianici”. In una successiva diatriba legale riguardo al libro, Wilson testimoniò in tribunale di non aver mai neanche letto la versione finale del manoscritto. Come risultato, il libro fu messo fuori catalogo qualche anno dopo.

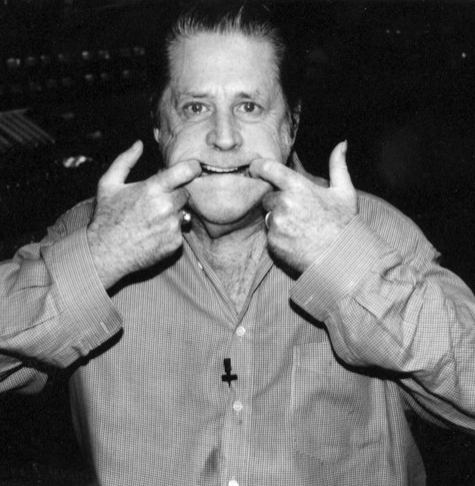
Mr. Brian Wilson.

Un secondo album per la Sire, intitolato Sweet Insanity, non fu mai pubblicato perché respinto dalla stessa casa discografica come non abbastanza commerciale. L'uso indiscriminato di psicofarmaci che Landy attuava sulla psiche di Wilson per controllarne gli affari finanziari fu legalmente fermato dal fratello di Brian, Carl, all'inizio degli anni novanta.
Nel 1995, Brian pubblicò due album, completamente privi di nuove composizioni, quasi in simultanea. Il primo, la colonna sonora del documentario di Don Was I Just Wasn't Made for These Times, consiste di versioni rielaborate di suoi brani scritti per i Beach Boys. Il secondo, Orange Crate Art, vede Wilson al canto in un disco di canzoni prodotte, arrangiate e scritte dal solo Van Dyke Parks, l'ex collaboratore dei tempi di Smile. Entrambi i dischi, però, non riscossero rilevanti successi di vendita e critica.
Sempre nel 1995, Wilson sposò in seconde nozze Melinda Ledbetter e successivamente la coppia adottò due bambine, Daria e Delanie, e, nel 2004, un bambino, Dylan. Inoltre Wilson ha anche altre due figlie avute dal precedente matrimonio con Marilyn Rovell: Carnie Wilson e Wendy Wilson.
Nel 1997, dopo diversi problemi avuti in passato, Wilson si riconciliò con le figlie Carnie e Wendy e i tre pubblicarono insieme un disco "famigliare" intitolato The Wilsons.
Nel 1998 Wilson fece uscire un secondo album solista di materiale (principalmente) inedito, Imagination. A seguito del disco, imparò a convivere con la sua cronica paura del palcoscenico ed iniziò ad esibirsi dal vivo per la prima volta dopo decenni, suonando per intero l'album Pet Sounds durante i tour negli Stati Uniti, in Gran Bretagna, e in Europa.
Un nuovo album di studio, Gettin' in over My Head, fu pubblicato il 22 giugno 2004. Il disco contiene collaborazioni con Elton John, Paul McCartney, Eric Clapton, e il fratello deceduto di Wilson, Carl. Eric Clapton suona nella canzone City Blues. L'album era interamente composto da rielaborazioni di materiale precedentemente mai uscito, e ricevette critiche contrastanti.

### La resurrezione diSmile(2004)

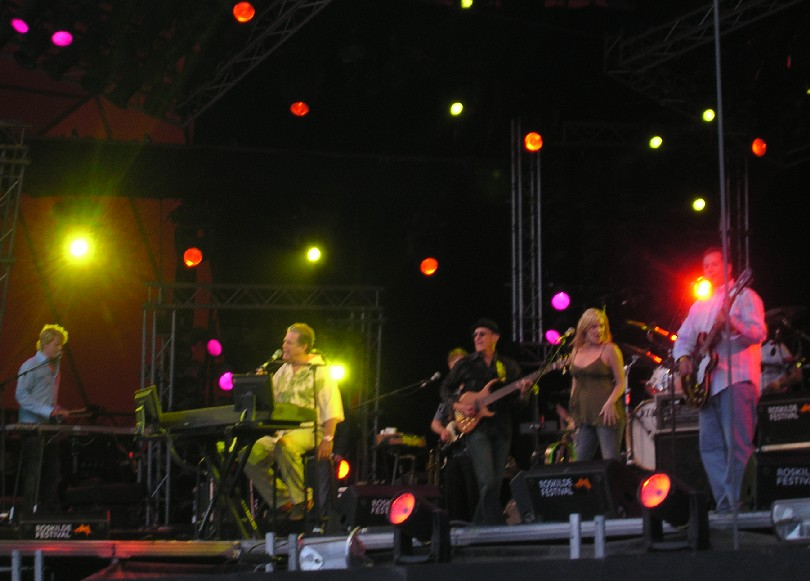
Brian Wilson e la sua band in concerto in Europa nel 2005.

Grazie ai suoi progressi psicofisici, Wilson si sentì finalmente pronto a ritornare sul progetto Smile per portarlo finalmente a termine. Con la collaborazione del musicista, e suo grande fan, Darian Sahanahja dei The Wondermints, e con Van Dyke Parks, Brian lavorò incessantemente alla realizzazione del disco durante tutto il 2003. Nel settembre del 2004, trentasette anni dopo l'idea originaria, Wilson fece uscire il completato Smile, album che, con il passare del tempo, si era conquistato un'aura di leggenda presso i fan e una reputazione di opera maledetta.
Il disco fu ben accolto dalla critica musicale, e si piazzò alla posizione numero 13 della classifica di Billboard. La versione del brano Good Vibrations inserita nell'album, presenta il testo originale scritto da Tony Asher al posto di quello opera di Mike Love della versione pubblicata su singolo nel 1966.
Wilson ha vinto il suo primo Grammy Award nel 2004 per la canzone Mrs. O'Leary's Cow (Fire) come "Miglior performance rock strumentale".

### Prosieguo della carriera solista (2005-2011)

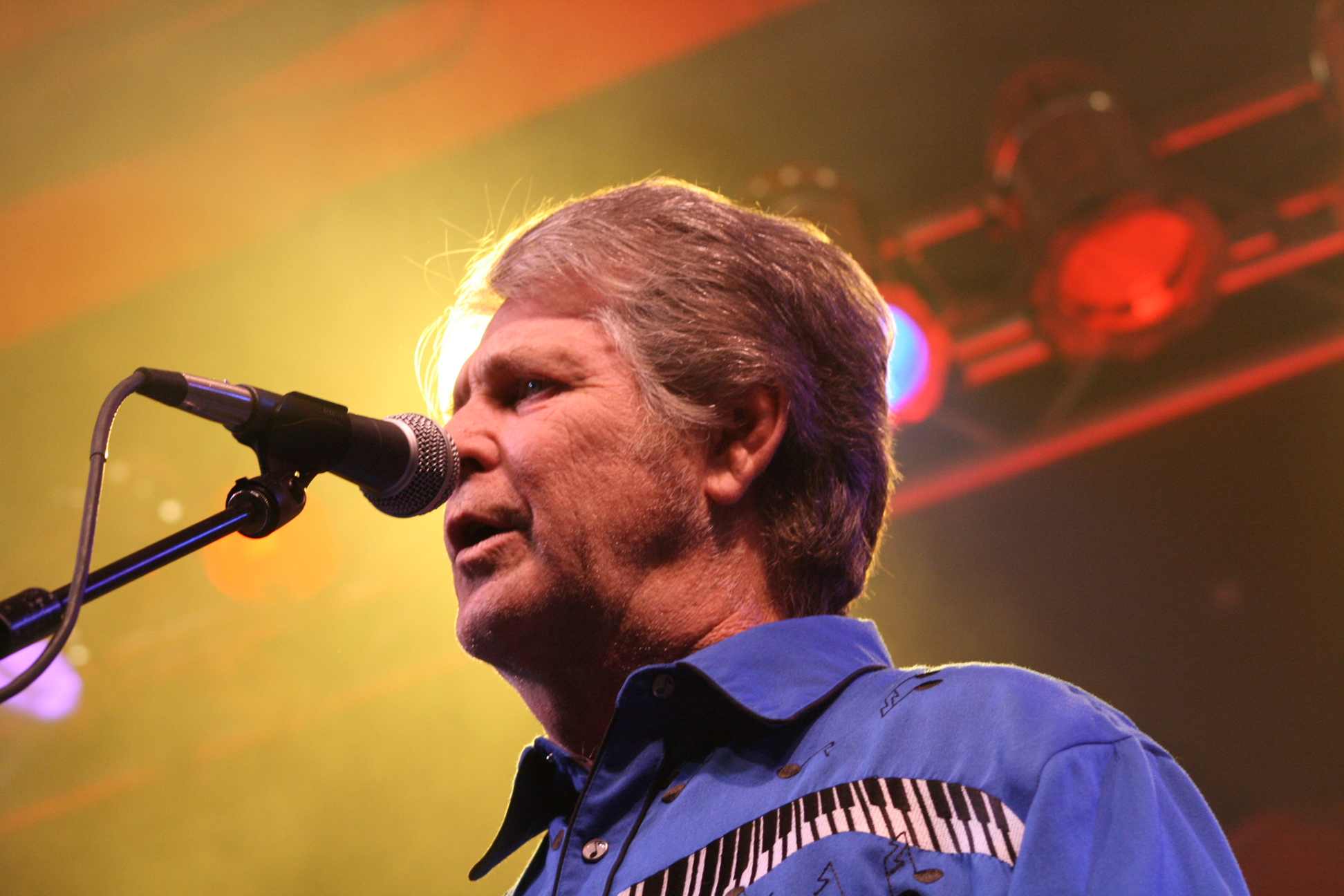
Brian Wilson nel 2007

Dopo il successo del nuovo Smile, Wilson pubblicò nel dicembre 2005 l'album a tema natalizio What I Really Want for Christmas per la Arista Records. Il disco entrò in classifica alla posizione numero 200, e le vendite furono scarse. Invece, il rifacimento di Wilson del classico Deck The Halls divenne un sorprendente successo da Top 10. In seguito Brian iniziò la stesura di un nuovo progetto tematico su richiesta del Southbank Centre di Londra, che gli commissionò un'opera per l'inaugurazione della stagione 2007. Il risultato fu That Lucky Old Sun, un concept album basato sugli standard musicali della tradizione americana che vedeva coinvolti anche i musicisti della sua band di supporto del tour di Smile, e anche di Van Dyke Parks. That Lucky Old Sun debuttò alla Royal Festival Hall nel settembre 2007 e venne successivamente pubblicato su disco nello stesso anno. Wilson tornò in studio solo due anni dopo, questa volta per incidere un album di cover di brani di George Gershwin. Con il benestare della fondazione Gershwin Estate, Wilson poté anche completare due composizioni per pianoforte lasciate incompiute da Gershwin poco prima della sua morte. L'album Brian Wilson Reimagines Gershwin venne pubblicato nell'agosto 2010, segnando il debutto di Wilson per l'etichetta Pearl di proprietà della Disney, e raggiungendo il primo posto nella classifica jazz di Billboard. Il secondo album di Wilson per la Pearl, un disco di reinterpretazioni di famosi brani Disney intitolato In the Key of Disney, venne pubblicato nel 2011.

#### La collaborazione con Zucchero Fornaciari (2010)
Nel 2010 Brian Wilson ha accettato l'invito di Zucchero Fornaciari di comparire insieme all'amico e collaboratore di sempre, Jeffrey Foskett, come corista nella canzone Chocabeck, inserita nell'omonimo album di Zucchero uscito il 3 novembre 2010.

### Reunion dei Beach Boys (2011–2012)

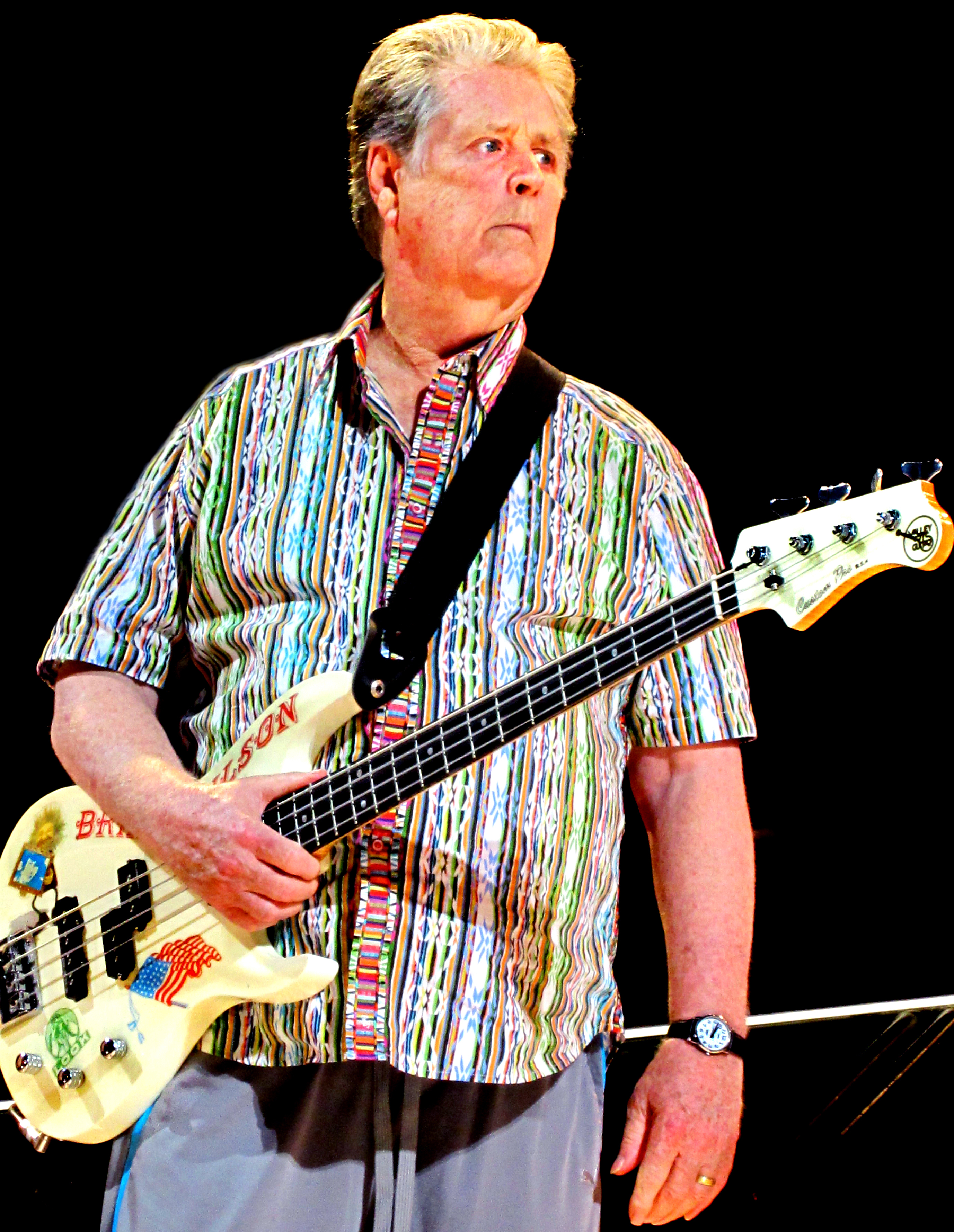
Wilson sul palco durante il tour della reunion dei Beach Boys nel 2012

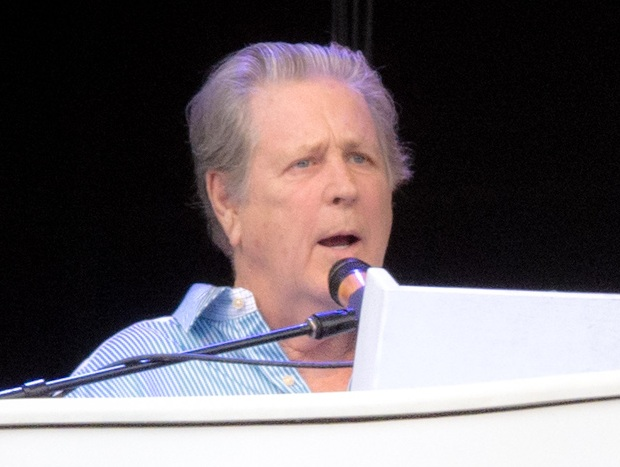
Brian Wilson nel 2012

Nel giugno 2010, il Las Vegas Sun riportò la notizia che Brian Wilson si sarebbe riunito ai Beach Boys in occasione del cinquantesimo anniversario del gruppo. Tuttavia, Love affermò successivamente: «All'epoca non era previsto che mio cugino Brian si unisse al tour... Avevamo parlato qualche volta circa l'eventualità di comporre e possibilmente registrare qualcosa insieme, ma nulla era stato pianificato... Io sentivo la necessità di mettere in chiaro che non è stata decisa nessuna "reunion" della band».
In luglio Rolling Stone pubblicò la notizia che Jardine aveva confermato che il gruppo avrebbe fatto un ultimo grande show nel 2011 per celebrare i cinquant'anni della band. La riunione dei Beach Boys avrebbe visti coinvolti tutti i membri superstiti della formazione originale degli anni sessanta: Jardine stesso, Wilson, Love, Johnston e possibilmente anche Marks. Jardine aggiunse che le divergenze di opinione e le questioni in sospeso fra i vecchi compagni di gruppo si erano infine appianate. Ricordando le varie cause legali, ora risolte, che c'erano state in precedenza tra i membri dei Beach Boys, egli fece notare "che una volta messi a posto gli affari, tutta la negatività se ne era andata".
Al Jardine si unì ai Beach Boys per la prima volta dal 1999 in occasione di un concerto tributo a Ronald Reagan il 5 febbraio 2011. Brian Wilson fu invitato anch'egli, ma non presenziò alla serata, preferendo finire di registrare il suo album sulle canzoni della Disney.
Il 27 luglio 2011, Mike Love annunciò: «In questo periodo Brian sta componendo delle canzoni, e anch'io sto scrivendo qualche brano. Stiamo seriamente discutendo di rimetterci a lavorare insieme per creare della nuova musica [come band]... Lui sta facendo i suoi concerti, noi i nostri, e quindi non abbiamo avuto il tempo di incontrarci e definire il tutto, ma alla fine sembra proprio che sarà così». Quello stesso giorno, Brian Wilson disse che la band era in procinto di riunirsi per celebrare il 50º anniversario. Wilson aggiunse anche che recentemente era stato alla Capitol Records insieme a Love e Jardine, ma di non essere sicuro cosa il futuro avrebbe riservato al gruppo.
Alla fine dell'estate 2011 Mike Love confermò che si era svolta una seduta in studio alla Capitol Records che aveva visto riuniti insieme Love, Wilson, Jardine e Bruce Johnston. Brian aveva diretto la sessione.
Nel numero dell'ottobre 2011 della rivista Rolling Stone, Jardine disse che il gruppo si sarebbe riunito con Wilson nel 2012 per cinquanta concerti da tenersi negli Stati Uniti. Il 29 settembre 2011, Wilson smentì il tutto nel corso di un'intervista concessa al mensile Q Magazine.
Il 16 dicembre 2011 venne annunciato che, nonostante le precedenti smentite di Brian Wilson, egli si sarebbe riunito con Mike Love, Al Jardine, Bruce Johnston e David Marks per registrare un nuovo album dei Beach Boys e per partecipare al progettato tour del 2012.

#### The Smile Sessions(2011)
Il 1º novembre 2011, dopo un'attesa durata 44 anni, la versione originale dei Beach Boys del 1966-67 del mitico album perduto Smile venne pubblicata all'interno del cofanetto antologico The Smile Sessions in formato CD, box set 2 CD, doppio album in vinile, e versione deluxe a 5 CD e due LP.

#### That's Why God Made the Radio(2012)
Il 5 giugno 2012 i Beach Boys con Wilson in formazione hanno pubblicato il loro nuovo album, That's Why God Made the Radio. Il primo singolo estratto dal disco, la title track That's Why God Made the Radio, è stato pubblicato nell'aprile 2012 ad anticipazione dell'album. Il nuovo disco ha debuttato alla posizione numero 3 della classifica statunitense di Billboard.

### Ripresa della carriera solista (2013–2022)
Il 6 giugno 2013, il sito internet di Wilson annunciò che Brian stava lavorando ad un progetto in collaborazione con il chitarrista Jeff Beck, il produttore Don Was, Al Jardine, David Marks, e Blondie Chaplin. Il 20 giugno, il sito web diede ulteriori dettagli affermando come il nuovo materiale sarebbe stato diviso in tre diversi album: uno di canzoni pop, un secondo di brani strumentali con Beck, ed un terzo con canzoni inframezzate da una sorta di "suite" che inizialmente aveva preso forma come i quattro brani finali di That's Why God Made The Radio. Titoli confermati di alcune canzoni includevano Right Time e Run James Run, entrambe con alla voce Al Jardine. Una versione del brano tradizionale Danny Boy venne anch'essa registrata durante queste sessioni. Wilson aveva in mente di comporre la sua personale "Life Suite" (suite della vita), divisa in tre movimenti differenti, uno intitolato Pet Sounds relativo alla sua giovinezza, un secondo intitolato Smile dedicato alla professione di musicista, e l'ultimo che avrebbe dovuto prendere in esame la vita da adulto. Beck descrisse così il suo contributo al progetto: «Mi hanno lasciato suonare la melodia come volevo, ma il fatto è che quando hai l'appoggio degli accordi di Brian, ti viene da suonare automaticamente la chitarra in stile West Coast. È insito nell'essenza di ciò che Brian scrive. Non ci si può allontanare da quello stile, quindi è stato difficile mantenere il mio stile, ma ho cercato di farlo nel miglior modo possibile».
In estate Wilson si esibì in un breve tour di concerti insieme a Jardine e Marks. Il 5 agosto 2013 venne annunciata anche la presenza di Jeff Beck. Secondo quanto dichiarato da Beck: «Brian voleva iniziare subito, ma io avevo anche da prendermi il tempo per finire le mie cose. Alla fine, ci siamo messi d'accordo. È un onore totale essere sullo stesso palco con lui». Jardine & Marks si unirono a Wilson nelle diciotto date che iniziarono il 27 settembre. Chaplin partecipò come ospite in alcune date ed eseguì Sail On, Sailor e Wild Honey con il gruppo. In ottobre, Wilson informò: «[Siamo] circa a due terzi del progetto. Abbiamo otto o nove canzoni pronte, e abbiamo bisogno di ancora tre o quattro brani. La maggior parte di esse sono molto melodiche, con armonie molto dolci, non propriamente rock 'n' roll. Si tratta di un buon album. Diverso da qualsiasi altra cosa che abbiamo fatto in precedenza». Circa Beck, Wilson disse: «Mi manda proprio fuori di testa, così abbiamo pensato che sarebbe stato bello chiamarlo a raggiungerci per il nostro album. Lui suona la chitarra in maniera grandiosa, unica. Il suo apporto aggiunge veramente qualità, più di quanto si possa immaginare».
Nel gennaio 2014, Wilson mise in chiaro di non avere composto nessuna nuova canzone insieme a Jeff Beck, e che Beck sarebbe stato solo un ospite speciale sul disco. Confermò inoltre i titoli di altre due nuove tracce: Sail Away e Last Song. Il mese seguente, Beck diede ulteriori aggiornamenti circa il progetto in corso d'opera: «Non sono sicuro. Per quanto ne so, hanno sbagliato a prendermi per il tour invece di terminare le canzoni in studio. E quindi abbiamo lasciato incomplete tre-quattro tracce, dove dovevo comparire anche io. E mi sembra una sciocchezza perché avrebbero fatto meglio a finire il disco, era un grande album, e invece siamo andati in tournée. Ma penso che volessero prendermi finché ero ancora disponibile. Questo è quanto». Successivamente, Wilson annunciò la presenza di altri potenziali ospiti quali Lana Del Rey (Last Song), Zooey Deschanel (On the Island), Frank Ocean (Special Love), e Kacey Musgraves (Sharing a New Day).
Nell'aprile 2016, in occasione del cinquantesimo anniversario dell'album Pet Sounds, Wilson si è imbarcato nel Pet Sounds 50th Anniversary World Tour.
Nell'ottobre 2016 è stata pubblicata l'autobiografia I Am Brian Wilson, scritta in collaborazione con il ghostwriter Ben Greenman.
Lo stesso mese, Wilson annuncia di stare lavorando a un nuovo album solista, Sensitive Music for Sensitive People, costituito da originali e reinterpretazioni di brani rock and roll. Egli disse che il titolo era solo provvisorio, e che la registrazione sarebbe iniziata nel dicembre 2016. Nel maggio 2019 Wilson annunciò un tour in condivisione con gli Zombies, intitolato "Something Great From '68", dove Wilson eseguirà brani scelti tratti da Friends e Surf's Up.
La tournée fu però annullata a causa del riacutizzarsi dei suoi problemi mentali, in un comunicato stampa diramato dallo stesso Wilson sul proprio sito web, egli dichiarò: «Seppur con grande dispiacere, sento la necessità di posticipare il mio prossimo tour di giugno. Non è un segreto che convivo da molti decenni con un disturbo mentale. [...] Come forse saprete, nell’ultimo anno o giù di lì mi sono dovuto sottoporre a tre operazioni alla schiena. Gli interventi chirurgici hanno avuto successo e io sono fisicamente più forte di quanto lo sia da molto tempo. Tuttavia, dopo il mio ultimo intervento ho iniziato a sentirmi strano e la cosa mi ha spaventato un po'. Non mi sentivo più me stesso. Mentalmente insicuro è come mi descriverei. Non siamo sicuri di quale sia la causa, ma so che adesso non sarebbe un bene per me mettermi in viaggio, quindi tornerò a Los Angeles».

### Ritiro dalle scene
Il 26 luglio 2022 Wilson si esibì nel suo ultimo concerto come parte di un tour congiunto con i Chicago al Pine Knob Music Theatre di Clarkston, Michigan, dove è stato riportato che apparve "rigido ed inespressivo" durante tutta l'esibizione. Alcuni giorni dopo, egli cancellò le restanti date della tournée, per ragioni di salute non specificate. Nel gennaio 2023 nel corso di un podcast di fan dei Beach Boys, sua figlia Carnie disse che "probabilmente suo padre non sarebbe più andato in tour".
Il 30 gennaio 2024, attraverso i suoi canali social, viene annunciata la morte di sua moglie Melinda. Due settimane dopo, il suo agente conferma che Wilson soffre di demenza senile.
A partire dal maggio 2024, a causa della sua demenza, Wilson è stato messo sotto amministrazione di sostegno da un giudice.
Brian Wilson muore l'11 giugno del 2025, nove giorni prima di compiere 83 anni.

## Vita privata

### Relazioni sentimentali
Brian si è sposato due volte: da queste relazioni ha avuto in totale sette figli (due dal primo matrimonio e cinque, tutti adottati, dal secondo).
Dalla fine del 1964 al 1979, Wilson fu sposato con Marilyn Rovell. La coppia ha avuto due figlie, Carnie e Wendy. Queste due sono a loro volta delle cantanti affermate, essendo componenti (assieme a Chynna Phillips, figlia di due dei membri dei The Mamas and The Papas) della band Wilson Philips.
Nel 1995, Wilson si sposò in seconde nozze con Melinda Kae Ledbetter, ex modella e venditrice d'auto conosciuta nel 1986. I due si frequentarono per tre anni prima che il dottor Landy mettesse fine alla relazione. Wilson e Ledbetter si rimisero insieme nel 1992 e si sposarono nel 1995. In seguito la coppia ha adottato cinque bambini: Daria Rose (nata nel 1996), Delanie Rae (nata nel 1998), Dylan (nato nel 2004), Dash (nato nel 2009) e Dakota Rose (nata nel 2010). Il matrimonio è terminato con la morte di Melinda nel gennaio del 2024.

### Religiosità
Nel 1999, quando gli venne chiesto se fosse religioso, Wilson rispose: «Credo in Phil Spector», chiarendo poi che sebbene sia credente, non segue nessuna religione organizzata in particolare, e aggiungendo di credere che la "musica sia la voce di Dio".

### Salute mentale
(Bill Wagner, manager dei Four Freshmen, nel corso di un'intervista)

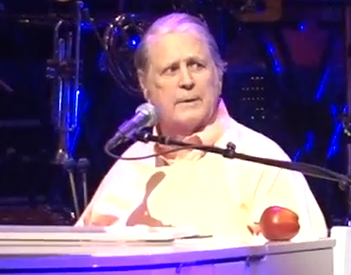
Wilson esegue Good Vibrations a Washington D.C. nel 2017

A Brian Wilson è stato diagnosticato un disturbo schizoaffettivo bipolare con tendenze maniaco-depressive. Tale patologia è caratterizzata da un'alternanza di fasi in cui si manifestano alterazioni dell'umore (depressione o episodi di tipo maniacale o misti) e sintomi psicotici, seguita da una fase di benessere. Spesso egli soffre di allucinazioni uditive che si presentano sotto forma di voci disarticolate. Secondo quanto riferito dallo stesso Wilson, egli cominciò ad avere allucinazioni nel 1965, poco tempo dopo aver sperimentato le droghe psichedeliche. Nel 1984, gli fu diagnosticata una forma di schizofrenia paranoide, e i medici rilevarono tracce di danni cerebrali dovuti all'abuso di sostanze stupefacenti per un tempo eccessivamente prolungato. La diagnosi di schizofrenia, originariamente fatta dal dottor Eugene Landy, fu in seguito ritirata. La salute mentale di Wilson è migliorata con il passare degli anni, sebbene i suoi problemi di allucinazioni uditive non siano spariti del tutto. Wilson riconosce il merito del suo miglioramento negli ultimi anni alla relazione stabile con la moglie che gli ha permesso di "resuscitare" la sua carriera di musicista. Egli dichiarò che avrebbe probabilmente trascorso i primi anni duemila in un ospedale psichiatrico sotto sedativi se non fosse stato per il supporto e l'affetto della moglie.
Alcuni giornalisti hanno dichiarato che Wilson era un soggetto difficile da intervistare, raramente in grado di fornire risposte esaustive e coerenti. Secondo Peter Gilstrap della rivista Salon: "Era anche conosciuto per alzarsi, allungare una mano e dire "Grazie!" ben prima che il tempo assegnato per l'intervista fosse scaduto. E a volte si stancava e si spegneva del tutto. Niente di tutto ciò, tuttavia, era dovuto a un cattivo atteggiamento". Brian ammette di avere poca memoria, e nelle interviste, alle volte mente appositamente per mettere "alla prova" l'intervistatore. David Oppenheim, che intervistò Wilson nel 1966, ricorda: «Abbiamo provato a parlare con lui ma non ne abbiamo ricavato molto. Qualcuno mi disse "non è un tipo che parla molto". Ma era strano e sembrava sempre più strano con il passare del tempo». Nel 2017, Theodon Janes del Charlotte Observer ha ipotizzato che mentre le lotte passate di Wilson con le malattie mentali sono ampiamente documentate, adesso egli sembra stare abbastanza bene per scrivere un libro [I Am Brian Wilson] ... e per imbarcarsi in un tour di concerti estremamente ambizioso, quindi presumibilmente è anche in grado di dire alle persone che lavorano per lui che non è pronto per le interviste, se non lo è. Nel giugno 2019 Wilson ha dovuto annullare una tournée a causa del riacutizzarsi dei suoi problemi mentali.
Nel febbraio 2024, due settimane dopo la morte della moglie Melinda, il suo agente conferma che Wilson soffre di demenza senile.

### Interessi e passioni
Brian Wilson è interessato alla musica classica anche se lui stesso ha dichiarato di non ascoltarne molta, in particolar modo considera J.S Bach una grande fonte di ispirazione. Wilson è un grande appassionato di baseball fin da bambino, tant'è che il suo sogno durante l'infanzia era quello di poter giocare nella MLB.
Brian evitò spesso domande riguardanti la politica e si dichiarò sempre non affiliato ad alcun partito.

### Morte
Brian Wilson è morto l'11 giugno 2025, pochi giorni prima di compiere 83 anni in seguito ad un arresto respiratorio. I familiari decisero comunque di non divulgare le cause del decesso. Successivamente Al Jardine riportò che Wilson non si era mai completamente ripreso dai postumi del COVID-19 che aveva contratto durante il suo ultimo tour: «Quella fu la fine. Non tornò mai più dopo».
I colleghi più stretti come Jardine, Mike Love e Van Dyke Parks omaggiarono la memoria di Wilson sui social media. John Cusack, che interpretò Wilson in Love & Mercy, scrisse: "Il maestro se n'è andato; l'uomo era [un] cuore aperto con due gambe – con un orecchio che ascoltava gli angeli. Letteralmente. Amore e Misericordia per te e i tuoi cari stasera." Paul McCartney postò il seguente messaggio: «How we will continue without Brian Wilson, God Only Knows» ("Come continueremo senza Brian Wilson, Dio solo lo sa"). Elton John rese omaggio alla sua memoria citandolo come una delle sue "maggiori influenze" e definendolo un "genio musicale" e un "rivoluzionario". Altri musicisti e artisti che hanno reso omaggio a Wilson inclusero: Ringo Starr, Bob Dylan, Bruce Springsteen, Carole King, Keith Richards, Dave Matthews, Sting, Mick Fleetwood, Guster, Ronnie Wood, Maggie Rogers, Gracie Abrams, Clairo, Nancy Sinatra, Julian Lennon, Sean Ono Lennon, Diane Warren, John Cale, Gene Simmons, Stephen Bishop, Questlove e Cameron Crowe.
Al momento della sua morte, Wilson lasciò dietro di sé un consistente corpus di lavori inediti, tra cui gli album Adult/Child e Sweet Insanity, una vasta raccolta di demo degli anni '80 e registrazioni create con Dennis Wilson, Gary Usher, Andy Paley e Joe Thomas. Cows in the Pasture, l'album incompiuto che aveva prodotto per Fred Vail nel 1970, uscirà nel 2025, accompagnato da una docuserie su Vail e la realizzazione dell'album.

## Discografia

### Da solista

#### Studio
- 1988 - Brian Wilson
- 1995 - Orange Crate Art (con Van Dyke Parks)
- 1998 - Imagination
- 2004 - Gettin' in over My Head
- 2004 - Brian Wilson Presents Smile
- 2005 - What I Really Want for Christmas
- 2008 - That Lucky Old Sun
- 2010 - Brian Wilson Reimagines Gershwin
- 2011 - In the Key of Disney
- 2015 - No Pier Pressure
- 2021 - At My Piano

#### Live
- 2000 - Live at the Roxy Theatre
- 2002 - Pet Sounds Live
- 2016 - Brian Wilson and Friends

#### Colonne sonore
- 1995 - I Just Wasn't Made for These Times
- 2021 - Brian Wilson: Long Promised Road

#### Raccolte
- 2017 - Playback: The Brian Wilson Anthology

## “Brian Wilson è un genio”
«Brian Wilson è un genio» (in inglese "Brian Wilson is a genius") è una nota frase parte di una campagna promozionale nata intorno al 1966 grazie a Derek Taylor, già membro dell'ufficio stampa dei Beatles e, dal 1965, pubblicitario dei Beach Boys.
La frase per tutti gli anni ‘60 venne continuamente ripresa in un enorme numero di saggi, libri e scritti riguardanti l’artista; questo tentativo di pubblicità, però, creò diversi problemi a Brian Wilson che sentiva, come da lui stesso ammesso, un’enorme pressione mediatica.
Oltre a giornali di grande rilevanza come il The Guardian anche altri artisti hanno definito Brian Wilson un “genio” tra i quali Elton John, Bob Dylan, Paul McCartney, George Martin, Neil Young e molti altri.

## Film biografici

### Love & Mercy
Nel 2014, la vita di Brian Wilson venne trasposta sullo schermo nel film biografico Love & Mercy, diretto da Bill Pohlad. Nella pellicola sono due gli attori che interpretano Wilson: John Cusack come il Brian Wilson degli anni ottanta e Paul Dano nei panni del Brian Wilson degli anni sessanta. Tra gli altri interpreti figurano Paul Giamatti nel ruolo del Dr. Eugene Landy, ed Elizabeth Banks che interpreta Melinda, la seconda moglie di Wilson.

### Brian Wilson: Long Promised Road
Nel 2021 esce Brian Wilson: Long Promised Road, un documentario sulla vita di Brian Wilson.
Dal film è tratto anche l'omonimo album, contenente la colonna sonora del documentario.

## Premi e riconoscimenti
- Brian e i Beach Boys sono stati introdotti nella Rock & Roll Hall of Fame nel gennaio 1988, insieme ai Beatles e a Bob Dylan.
- Nel 2000, Brian fu introdotto nella Hall of Fame dei cantautori. Paul McCartney presentò Brian, riferendosi a lui come "uno dei grandi geni americani".[107]
- Nel marzo del 2001, TNT e Radio City Music Hall trasmisero "An All-Star Tribute to Brian Wilson". L'evento conteneva esibizioni e partecipazioni di Elton John, Billy Joel, David Crosby, Paul Simon, Carly Simon, The Go-Go's, Cameron Crowe, Sir George Martin e molti altri.
- Pet Sounds viene considerato uno dei dischi più influenti della storia dell'intera musica occidentale ed è stato spesso posizionato al numero 1 in svariate classifiche dei più grandi album di tutti i tempi mai registrati. Si è piazzato al secondo posto nella medesima classifica di Rolling Stone, subito dopo Sgt. Pepper's Lonely Hearts Club Band dei Beatles.
- Il concerto del 2005, "Musicares: A Tribute to Brian Wilson", venne tenuto in onore di Wilson. Gli artisti che si esibirono includevano Jeff Beck, i Red Hot Chili Peppers, gli Earth Wind & Fire, i Barenaked Ladies, e i Backstreet Boys tra gli altri.
- 2005 Grammy Award - Best Rock Instrumental Performance per il brano Mrs. O'Leary's Cow
- Il 2 dicembre 2007, la prestigiosa commissione Kennedy Center Honors premiò Brian per il contributo dato alla cultura americana attraverso la sua musica.
- Nel novembre del 2006, Wilson fu introdotto nella Hall of Fame dei musicisti britannici dal chitarrista dei Pink Floyd David Gilmour. Eseguì God Only Knows e Good Vibrations alla cerimonia di premiazione.

## Omaggi e parodie
- La canzone Mr. Wilson, contenuta nell'album Slow Dazzle (1975) di John Cale è un esplicito omaggio al musicista californiano.
- Una parodia di Brian Wilson è inclusa nella serie TV anni novanta Mr. Show con Bob Odenkirk e David Cross. Lo sketch includeva una canzone “alla Wilson“, intitolata A Mouth Full Of Sores.
- La rock band canadese Barenaked Ladies ha scritto una canzone intitolata Brian Wilson, contenuta nel loro album d'esordio del 1992, Gordon.
- Sul loro album del 1995 Afraid of Sunlight, la band britannica dei Marillion incluse una canzone ispirata alla figura di Brian Wilson intitolata Cannibal Surf Babe.
- Nel 2006 "Weird Al" Yankovic registrò la sua canzone Pancreas nello stile di Brian Wilson. Sebbene il brano non fosse una parodia di nessuna canzone in particolare, riprende molti elementi sia da Smile che da Pet Sounds, ed era intesa come un omaggio a Wilson.
- I Queers pubblicarono un brano intitolato Brian Wilson nel loro album del 2007 Munki Brain.
- Il gruppo di musica tradizionale dei Lost Dogs ha scritto un brano in omaggio a Wilson, intitolato Jesus Loves You, Brian Wilson, incluso nel loro album del 1993 Little Red Riding Hood.
- Nel 1993 il gruppo pop inglese Tears for Fears inserì nell'album Elemental la canzone omaggio Brian Wilson Said.
- Nel 2014 il rapper italiano Caparezza lo inserì nell'album Museica citandolo contestualmente nella traccia Canzone a metà.
- Nel 2014 esce il film biografico Love & Mercy.